# سرپسکا تسرنگا
سرپسکا تسرنگا (به صربی: Srpska Crnja) یک منطقهٔ مسکونی در صربستان است که در Nova Crnja Municipality واقع شده‌است. سرپسکا تسرنگا ۴٬۳۸۳ نفر جمعیت دارد و ۷۲ متر بالاتر از سطح دریا واقع شده‌است.